# Klinefelter-szindróma
A Klinefelter-szindróma (ejtsd IPA: [ˈklaɪnfɛltər], kb. /klájnfeltör/) (még mint XXY vagy 47,XXY férfiak) a here kromoszómaaberráció okozta rendellenessége, amely heresorvadással, terméketlenséggel, sajátos (nőies) testi alkattal jár, és gyakran társul pszichés zavarokkal. Gyakorisága: 500-1000 férfiszületés közül egy érintett.
A betegségről Harry Fitch Klinefelter amerikai orvos írt először cikket 1942-ben a Journal of Clinical Endocrinology c. amerikai szaklapba, olyan szindrómaként, amelynek jellegzetessége a nemi jegyek zavara férfiaknál.

## Tünetek
A szindróma tipikus tünetei a másodlagos női nemi jegyek fejlettsége, például ginekomasztia (a mell megnagyobbodása), széles medence és nőies fanszőrzet. Emellett a herék kicsik maradnak, a hím nemi hormonok (androgének) csak csökkentett mértékben termelődnek. A pubertáskor előtt fiúknál meghatározott jegyek utalnak a Klinefelter-szindrómára (fokozott tüszőhormon-elválasztás).

## Okok
A zavar oka egy kromoszómarendellenesség: a férfi nemi kromoszóma (XY) kiegészül egy női kromoszómával (XXY; de előfordul XXXY, sőt XXXXY is), ami fejlődési zavarokat idéz elő a herékben és (az ennek megfelelő hormonhiány következtében) a férfi nemi bélyegek rendellenes fejlődéséhez vezet. A számfeletti kromoszómákat ugyan a szervezet a nőknél is működő X-kromoszóma inaktiváció néven ismert mechanizmussal semlegesíti, azonban egyes (pszeudoautoszomális) gének, melyek az Y-kromoszómán is megtalálhatók, aktívak maradnak. Ezek a triploid gének lehetnek a felelősek a Klinefelter-szindróma tüneteiért.
Ezzel kialakul a hipopenitalizmus (a nemi mirigyek csökkent működése miatt létrejövő eunuchoid állapot) és az ezzel járó, az ivarmirigyek elégtelen hormonális működése, valamint az agyalapi mirigy elülső lebenyének fokozott gonadotropin termelése. Ez a hormon az ivarmirigyek növekedését serkenti és vezérli.

## Megjelenés
A testi jellemzőik igen változatosak, a legtöbb Klinefelter-szindrómás fiú magas, egyébként azonban normális megjelenésű. Az intelligenciájuk átlagos, sokuknak azonban lehet beszéd- és olvasási zavara. Az érintett fiúk általában meddők. Az arcszőrzet növekedése gyakran gyér és a mellek kicsit megnőhetnek. Egyes betegek jól reagálnak férfi hormonpótló kezelésre, fokozódik a csontsűrűségük, és megjelenésük férfiasabb lesz. Mindazonáltal ezek a külsődleges jegyek nem alkalmasak a Klinefelter-szindróma pontos diagnosztizálására, az csak a kariotípus tesztelésével lehetséges.